# Gene Krupa
Gene Krupa, all'anagrafe Eugene Bertram Krupa (Chicago, 15 gennaio 1909 – Yonkers, 16 ottobre 1973), è stato un batterista statunitense, bandleader di big band jazz, ed esponente di primo piano dell'età del jazz, uno dei primi batteristi ad acquisire una vasta popolarità.
La rivista Rolling Stone lo ha inserito al settimo posto tra i migliori batteristi di sempre.
Prima di Krupa, gli assoli di batteria erano una rarità e la batteria era considerata uno strumento solo di accompagnamento. Dotato di un'ottima presenza scenica sia personale, sia musicale, e anche grazie al rilievo che gli fu dato nella famosa orchestra di Benny Goodman, Krupa contribuì a cambiare per sempre l'immagine dei batteristi.

## Biografia
Nato a Chicago da genitori polacchi, Krupa era il più giovane dei nove figli di Bartłomiej Krupa e Anna Oslowski Krupa.
Iniziò la sua carriera a Chicago, negli anni venti, e fu in una registrazione con i Chicagoans di Eddie Condon che divenne il primo batterista ad utilizzare una batteria completa in una registrazione Okeh (la pratica normale era usare un set ridotto con solo piatti e rullante).
Poco prima della Grande depressione Krupa si trasferì a New York come musicista di studio.
Nel 1933, iniziò a collaborare con Benny Goodman nel "Benny Goodman Trio", diretto da Goodman con Teddy Wilson al pianoforte, e nel 1934 divenne batterista anche dell'orchestra, in cui Goodman lo metteva spesso in grande evidenza, e del quartetto. Un esempio del rilievo che Krupa ricoprì con Goodman è il successo, del 1937, di Sing, sing, sing in cui alla batteria di Krupa è assegnato un lungo assolo che fu uno dei primi assoli di batteria a comparire in una registrazione commerciale. Nel 1938 Krupa prese parte allo storico concerto alla Carnegie Hall e poco dopo uscì dall'orchestra di Goodman, dopo un litigio pubblico all'Earl Theater di Filadelfia.
Krupa formò un'orchestra, di cui facevano parte gli strumentisti Vido Musso, Milt Raskin, Floyd O'Brien, Sam Donahue, Shorty Sherock e la cantante Irene Daye. Il successo dovette però attendere il 1941, con l'aggiunta della cantante Anita O'Day e del trombettista Roy Eldridge (un afroamericano, in tempi in cui la segregazione razziale nelle orchestre era ancora la norma). Gli anni successivi videro la band in classifica diverse volte, con brani quali "Let Me Off Uptown," "After You've Gone," "Rockin' Chair" e "Thanks for the Boogie Ride."
Nel 1943 viene arrestato per droga. Il suo ritorno di immagine è devastante ed è costretto a sciogliere l'orchestra. Nel 1943 ritorna con il vecchio amico-nemico Benny Goodman e a metà del 1944 ricostruisce un'altra big band che ha al suo interno una sezione d'archi. Krupa riesce a tenere in piedi l'orchestra per diversi anni, aiutato in questa missione dalle composizioni di Gerry Mulligan e da diverse hit.
Sciolta l'orchestra nel 1951, passa a suonare in trio o quartetti da lui diretti. Prende parte ai tour del JATP e nel 1959 la Columbia gli dedica un film biografico, The Gene Krupa Story, in cui il suo ruolo viene interpretato da Sal Mineo.

## Contributo di Gene Krupa allo sviluppo della batteria

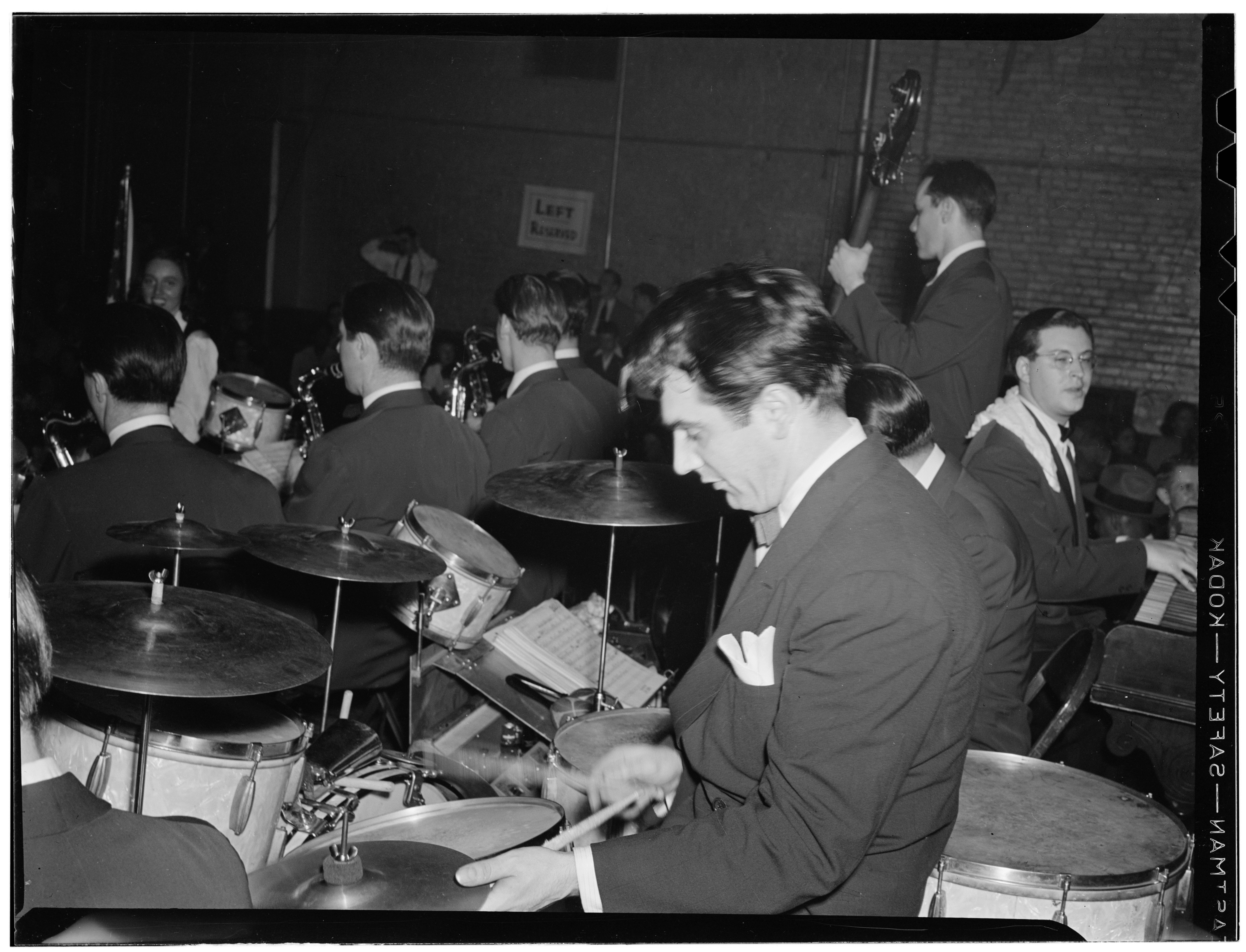
Gene Krupa, Washington, tra il 1938 e il 1948 (Foto William P. Gottlieb)

Il suo contributo allo sviluppo e all'affermazione della batteria nella musica moderna è stato di importanza fondamentale.
Egli fu il primo a creare brani dove gli assolo di batteria erano parte integrante della melodia.
In particolare, il brano "Sing sing sing" viene accreditato quale il primo brano registrato, in assoluto, dove sia presente un assolo di batteria.
Vero archetipo del batterista-showman, assurto ad autentica star, metteva in ombra gli altri solisti e perfino i capi orchestra. Questo fu anche il motivo principale della "rottura" con Benny Goodman.
Per la prima volta la notorietà di un batterista non ebbe confini e grazie a ciò la batteria divenne strumento popolare e ricevette la giusta considerazione anche a livello accademico.
Krupa fu anche il primo a pubblicare un metodo di facile comprensione, destinato ad un pubblico ampio, che ebbe grande successo all'epoca ma che viene tuttora pubblicato e considerato attuale.
Inoltre egli sviluppò la batteria anche sotto il profilo della progettazione tecnica, grazie alla strettissima collaborazione con la fabbrica di batterie Slingerland, della quale fu endorser per tutta la vita e alla fabbrica di piatti Zildjian.
Fra le migliorie più importanti si possono citare i tom accordabili alla stessa maniera del tamburo rullante e lo hi-hat (charleston) con il tipo di funzionamento meccanico che a tutt'oggi viene adoperato.
Gene Krupa si dimostrò anche un oculato talent-scout e così, anche grazie ai concorsi che organizzava annualmente assieme alla Slingerland, virtuosi come Buddy Rich e Louie Bellson (solo per citarne alcuni), ebbero modo di farsi notare e di aggregarsi alle più importanti band dell'epoca, divenendo anch'essi nel tempo rinomati strumentisti e leader.

## Discografia parziale
- Benny Goodman: The Famous Carnegie Hall Concert 1938 (Columbia)
- Drummin´ Man (Charly, 1938–41) with Roy Eldridge, Anita O'Day, Benny Carter, Charlie Ventura
- Drum Boogie (Columbia, 1940–41)
- Uptown (Columbia, 1941–1949)
- Lionel Hampton/Gene Krupa (Forlane, 1949) with Don Fagerquist, Frank Rehak, Frank Rosolino, Roy Eldridge
- The Exciting Gene Krupa (Enoch's Music, 1953)  with Charlie Shavers, Bill Harris, Willie Smith, Ben Webster, Teddy Wilson, Herb Ellis, Ray Brown, Israel Crosby
- Krupa and Rich (Verve, 1955)  with Roy Eldridge, Dizzy Gillespie, Illinois Jacquet, Flip Phillips, Oscar Peterson, Herb Ellis, Ray Brown, Buddy Rich
- Gene Krupa Big Band: Drummer Man featuring Anita O'Day & Roy Eldridge (Verve, 1956)
- Gene Krupa Plays Gerry Mulligan Arrangements (Verve, 1959)
- Big Noise From Winnetka (Live at the London House (Verve 1959)
- Burnin' Beat: Gene Krupa – Buddy Rich (Verve, 1962)
- Gene Krupa / Louis Bellson –The Mighty Two (EMI Columbia 1963)
- The Great New Gene Krupa Quartet featuring Charlie Ventura (Verve, 1964)  also Nabil Totah and John Bunch

## Filmografia
- Colpo di fulmine (Ball of fire), regia di Howard Hawks, 1941
- Il re del jazz (The Benny Goodman Story), regia di Valentine Davies (1955)